# Cyprian Bridge

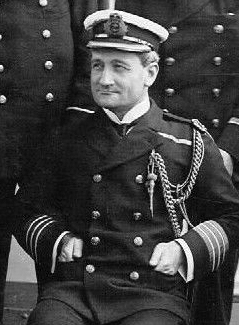
Sir Cyprian A. Bridge, britischer Admiral und Marinehistoriker (1902)

Sir Cyprian Arthur Bridge (* 13. März 1839 in St. John’s, Neufundland; † 16. August 1924 in Kingston Hill, Surrey) war ein britischer Admiral und Marinehistoriker.

## Leben und Wirken
Sein Vater war der Erzdiakon in St. John’s und Kaplan von Admiral Thomas Cochrane. Bridge ging in England zur Schule und diente ab 1853 in der Royal Navy, in der er weltweit Dienst tat, unter anderem während des Krimkriegs bei Angriffen auf Kola und Kamtschatka, im Mittelmeer, Indonesien, Neuseeland (gegen die Māori), in der Kanalflotte und in China. 1877 wurde er Kapitän. Er hatte sich auf Artillerie spezialisiert und war auf diesem Gebiet 1878/79 in verschiedenen Komitees in der Admiralität und im Kriegsministerium.
Danach kommandierte er Schiffe im Westpazifik und im Mittelmeer (das gerade in Dienst gestellte Schlachtschiff HMS Colossus), bevor er 1889 Leiter des neu gegründeten Nachrichtendienstes der Admiralität wurde. 1894 wurde er Rear Admiral und Oberbefehlshaber des Australian Squadron auf der „HMS Orlando“. 1898 wurde er Vizeadmiral und 1901 Kommandeur der China Station in Yokohama auf der „HMS Glory“. 1902 spielte er eine wichtige Rolle beim Aushandeln der Anglo-Japanischen Allianz. 1903 wurde er Admiral und ein Jahr später ging er in den Ruhestand.
1904 war er Mitglied der internationalen Kommission zur Untersuchung des Doggerbank-Zwischenfalls. 1916 war er Teil der Kommission, die das schlechte Abschneiden der Briten an den Dardanellen und in Mesopotamien gegen die Türkei untersuchte.
Er gründete 1893 mit John Knox Laughton die Navy Records Society.
Er veröffentlichte viel zu Marinefragen und nahm öffentlich in Zeitungsartikeln Stellung, zum Beispiel war er ein Gegner der Dreadnoughts. 1877 nahm er sich mehrere Jahre Zeit (bei Halbsold) um die gerade entstehende deutsche Marine zu studieren und veröffentlichte darüber im Journal of the Royal United Service Institution.
1899 wurde er als Knight Grand Cross des Order of the Bath (GCB) geadelt.
Das Cyprian Bridge Island ist nach ihm benannt.

## Schriften (Auswahl)
als Autor
- Some Recollections. J. Murray, London 1918. (Erinnerungen)
- British port defence policy. Admiralty paper. London 1901.
- Nelson. The century of Trafalgar. Spottiswoode and Company, London 1905.
- The art of naval warfare. Introductory observations. Smith, Elder and Company, London 1907.

als Herausgeber
- zusammen mit Christopher Stone: Sea power and other studies. Smith, Elder and Company, London 1910 (Project Gutenberg)
- History of the Russian fleet during the reign of Peter the Great by a contemporary Englishman 1724 (Navy Records Society: Nr. 15). London 1899.
- zusammen mit Christopher Stone: Sea songs and ballads. Spottiswoode and Company, London 1905.